# Ian R. MacLeod
Ian R. MacLeod (* 6. srpna 1956, Solihull, Spojené království) je jedním z nejúspěšnějších, současných britských autorů science-fiction a fantasy.
Science-fiction je nepochybně žánr, na který se MacLeod soustředí, nicméně například i jeho fantasy román The Light Ages (2003 - jediný román od tohoto spisovatele přeložený do češtiny jako Světlověk) je také velice úspěšný. I když se k němu MacLeod nehlásí a účast v podobném hnutí chápe jako omezování autorské svobody, bývá často zmiňován ve spojení s New Weird.

Ian R. MacLeod strávil (a až na výjimky stále tráví) svůj život v Birminghamu nebo okolí.

## Knihy
- Voyages By Starlight (1996) - sbírka povídek
- The Great Wheel (1997) - román
- The Light Ages (2003) - Světlověk - román (česky 2005 - Laser - přeložil Milan Žáček)
- Breathmoss (2003)
- Breathmoss and other Exhalations - sbírka povídek
- The House of Storms (2005) - Dům bouří - román (česky 2009 - Laser - přeložil Milan Žáček)
- The Summer Isles (2005) - román

## Ostatní
Through, Well-Loved, 1/72nd Scale, Past Magic, Living in Sin, Green, Marnie, The Giving Mouth, The Family Football, The Perfect Stranger, Snodgrass, Grownups, Returning, Papa, The Dead Orchards, Sealight, Tirkiluk, Ellen O'Hara, The Noonday Pool, Starship Day, Verglas, Nina-With-The-Sky-In-Her-Hair, Swimmers Beneath the Skin, The Roads, The Golden Keeper, Nevermore, Home Time, Two Sleepers, Chitty Bang Bang, New Light on The Drake Equation, Isabel of the Fall

## Ocenění
- 1/72nd Scale - nominace na Nebula Award (1991)
- Grownups - nominace na Tiptree Award (1993)
- Returning - nominace na British SF Award (1993)
- The Great Wheel - Locus Award (1998)
- The Summer Isles
  - Sidewise Award (1999) a World Fantasy Award (1999)
  - nominace v roce 1999 na Hugo, Sturgeon Award a Asimov’s Readers Poll Award
- The Chop Girl
  - Asimov's Readers Poll Award (2000) a World Fantasy Award (2000)
  - nominace v roce 2000 na Hugo Award a v roce 2002 na Sturgeon Award a Seiun Award
- Isabel of the Fall - nominace v roce 2002 na Sturgeon Award a British SF Award
- Breathmoss
  - Asimov's Readers Poll Award (2003)
  - nominace v roce 2003 na ceny Hugo Award a Sturgeon Award; v roce 2004 Nebula Award
- Světlověk (The Light Ages) – nominace na World Fantasy Award v roce 2004
- Song of Time - Arthur C. Clarke Award (2009)

## Rozhovory
- http://www.infinityplus.co.uk/nonfiction/intimacl.htm http://www.infinityplus.co.uk/nonfiction/intimacl.htm
- http://www.sfsite.com/08a/im181.htm (http://www.sfsite.com/08a/im181.htm